# آن والش برادلي
آن والش برادلي (بالإنجليزية: Ann Walsh Bradley)‏ هي قاضية ومحامية أمريكية، ولدت في 15 يوليو 1950 في ريتشلاند سنتر في الولايات المتحدة.

## وصلات خارجية
- آن والش برادلي على موقع إن إن دي بي (الإنجليزية)